# Henning Grenander
Henning Grenander (* 1874; † 1958) war ein schwedischer Eiskunstläufer, der im Einzellauf startete. Er ist der Weltmeister von 1898.
Er trat zum ersten Mal bei einer internationalen Meisterschaft 1893 ins Rampenlicht, als er hinter dem Österreicher Eduard Engelmann Zweiter bei der Europameisterschaft in Berlin wurde. Dieser Wettbewerb ging als erster großer Preisrichterskandal in die Geschichte ein und wurde annulliert, da es Streitigkeiten um die Wertungen gab und deshalb das Ergebnis zunächst als „unentschieden“ gewertet wurde. Erst Monate nach dem Wettbewerb wurden nach vielen  Protesten und Verhandlungen vom Deutschen und Österreichischen Eislaufverband die Sieger verkündet, ein in der Geschichte des Eislaufens einmaliger Vorgang. 
Bei der Weltmeisterschaft 1898 in London konnte Grenander seinen einzigen großen Titel gewinnen. Er wurde als erster Schwede Weltmeister und begründete damit eine lange Erfolgstradition schwedischer Eiskunstläufer, die bis zum Zweiten Weltkrieg andauern sollte. Bei seinem Sieg verwies Grenander die favorisierten Titelträger von  1897, Gustav Hügel, und 1896, Gilbert Fuchs, auf die Plätze zwei und drei.

## Ergebnisse
| Wettbewerb / Jahr     | 1893 | 1898 |
| --------------------- | ---- | ---- |
| Weltmeisterschaften   |      | 1.   |
| Europameisterschaften | 2.   |      |